# Michel de Certeau
Michel de Certeau (Chambéry, 17 maggio 1925 – Parigi, 9 gennaio 1986) è stato un gesuita, antropologo, linguista e storico francese, la cui opera spazia su una molteplicità di ambiti diversi quali la psicoanalisi, la filosofia e le scienze sociali.

## Biografia
De Certeau ebbe una formazione di tipo eclettico, che fece di lui una personalità complessa la cui opera attraversa tutto il campo delle scienze sociali.
Michel de Certeau nacque nel 1925 a Chambéry in Savoia (Francia). Dopo aver ottenuto la laurea in filosofia con un percorso di studi itinerante tra l'università di Grenoble, quella di Lione e a Parigi, seguì una prima formazione religiosa presso il seminario di Lione. Qui entrò nel 1950, nell'ordine dei Gesuiti presso cui prese i voti nel 1956; avrebbe voluto essere inviato missionario in Cina. Rimase sempre fedele a questa istituzione, sebbene il suo pensiero la abbia in qualche modo "superata".
Lo stesso anno della sua ordinazione, De Certeau divenne uno dei fondatori della rivista “Christus” a cui restò legato per gran parte della vita. Nel 1960 ottenne il dottorato presso la Sorbona dopo aver discusso una tesi su un gesuita contemporaneo di Ignazio di Loyola, Pierre Favre.
Michel de Certeau fu influenzato da Sigmund Freud e fu uno dei membri fondatori della École Freudienne di Jacques Lacan, un gruppo che servì da punto focale per la scuola psicanalitica francese. Nel maggio 1968, con un articolo che conteneva la frase "En mai dernier, on a pris la parole comme on a pris la Bastille en 1789" ("Nello scorso maggio, si è presa la parola come nel 1789 si prese la Bastiglia", poi pubblicato nel libro La Prise de parole, tradotto in italiano nel 2007) lo portò all'attenzione della sfera pubblica e divenne un intellettuale noto anche al di fuori dello stretto ambito accademico.
De Certeau insegnò in varie università di diversi paesi, quali Ginevra, San Diego e Parigi. Durante il periodo 1970-80 pubblicò svariate opere (libri, saggi, articoli su diverse riviste specializzate) che denotano i suoi molteplici interessi sostenuti da una singolare padronanza delle metodologie proprie delle singole discipline, quali la storiografia, la mistica, la fenomenologia, e la psicanalisi.
Nel 1984 fu eletto direttore di studi presso l'École des Hautes Études en Sciences Sociales di Parigi, intitolando i suoi seminari "Anthropologie historique des croyances, XIVe-XVIIIe siècles" ("Antropologia storica delle credenze, sec. XIV-XVIII"). L'influenza psicanalitica si ritrova fortemente nella sua opera storiografica, in cui analizza il "ritorno del rimosso" attraverso i limiti arbitrari della storia ufficiale e la sopravvivenza del "non detto" entro i margini dello scritto. È un punto di riferimento, molto spesso citato nelle ricerche legate agli studi culturali.

## Il pensiero
La ricerca di De Certeau può essere paragonata all'analisi della cultura di massa, pressappoco dello stesso periodo, operata da personalità come quella di Edgar Morin (nello Spirito del tempo, 1962) in Francia, o Richard Hoggart (The Uses of Literacy, 1957) e Stuart Hall nel Regno Unito (Encoding-Decoding, 1977). De Certeau ha contribuito a sviluppare lo studio delle culture mediali in Francia, allora tralasciato, e il suo contributo è stato più tardi ripreso da Éric Maigret e Éric Macé (in Penser les médiacultures, 2005). Tali approcci sono stati ugualmente fatti propri dalla storia culturale, e particolarmente dagli storici modernisti Daniel Roche e Roger Chartier. Ma è soprattutto negli Stati Uniti, dove insegnò e dove la microstoria ha potuto espandersi nei movimenti contro-culturali, che la sua opera ha conosciuto presto una diffusione e un apprezzamento molto forti.

### L'invenzione del quotidiano
In L'invenzione del quotidiano, l'autore combina i suoi poliedrici interessi intellettuali per sviluppare una teoria dell'attività di produzione-consumo inerente alla vita di tutti i giorni. Secondo de Certeau, la vita di tutti i giorni ("everyday life") è distinta da altre pratiche giornaliere, perché ripetitiva ed inconscia. In questo contesto lo studio di de Certeau non è legato né allo studio della "cultura popolare", né alle pratiche quotidiane di resistenza al potere. Egli indaga e descrive in che modo gli individui navighino inconsciamente attraverso le cose della vita quotidiana, dal camminare nella città alla pratica della lettura.
L'aspetto forse più influente de L'invenzione del quotidiano è legato alla distinzione operata da de Certeau tra i concetti di strategia e tattica. Egli collega le "strategie" alle istituzioni, mentre le "tattiche" sono invece utilizzate dagli individui per creare degli spazi propri negli ambienti definiti dalle "strategie". Nel capitolo "Camminando nella città", egli descrive la città come un concetto, generato dall'interazione strategica di governi, corporazioni e altri enti istituzionali, che producono mappe per pianificare le città come un tutt'uno, con una percezione a volo d'uccello della città. Per contrasto invece, un pedone che procede a livello stradale, si sposta in modi tattici, mai pienamente determinati dalla pianificazione definita dalle istituzioni, operando scorciatoie o vagando senza meta in opposizione all'impostazione utilitaria delle griglie stradali. Questo esempio illustra l'asserzione di de Certeau che la vita di ogni giorno agisce come un processo di bracconaggio su un territorio "altro", che ricombina regole e prodotti che già esistono nella cultura in un modo influenzato, ma mai completamente determinato, da quelle regole e quei prodotti.
Il rapporto tra soggetto e istituzione si gioca dapprima nella citazione del riconoscimento che quest'ultima garantisce e poi nella sua derisione è sabotaggio dall'interno. Tale rapporto fu sviluppato in dialogo aperto con Michel Foucault e Pierre Bourdieu.

## Michel de Certeau in Italia
In Italia, venne tradotta la sua opera Fabula mistica. La spiritualità religiosa tra il XVI e il XVII secolo nel 1987, testo erudito e molto denso sulla formazione del linguaggio mistico nel 1500-1600, che ebbe influenza significativa ma limitata agli ambienti accademici. Solo dopo la diffusione del pensiero sull'alterità a valle della pubblicazione di Mai senza l'altro da parte della comunità di Bose nel 1993, recentemente diverse opere sono state tradotte. Manca ad oggi una biografia che presenti la figura dell'autore, il suo itinerario, il suo pensiero in lingua italiana, viceversa ne sono apparse in lingua francese (cfr. F. Dosse, Michel de Certeau: Le marcheur blessé) e in lingua inglese (cfr. Jeremy Ahearne, Ian Buchanan ed altri).
Tra gli studiosi italiani che hanno studiato l'opera di Michel de Certeau possiamo citare Carlo Ossola (Collège de France e membro dell'Accademia dei Lincei), Stella Morra (Pontificia Univ. Gregoriana), Paola Di Cori (Univ. Urbino), Silvano Facioni (Univ. Calabria) e Diana Napoli (Pontifica Università Gregoriana).
Dal 2007 a Roma un gruppo di appassionati, studiosi di de Certeau, si riunisce periodicamente per leggere e commentare i suoi scritti. 

## Opere

### In lingua italiana
- con Jean-Marie Domenach, Il cristianesimo in frantumi, trad. Stella Morra, Effatà Editrice, 2010, ISBN 978-88-7402-614-2
- Fabula mistica. XVI-XVII secolo, trad. S. Facioni, Jaca Book, 2008, ISBN 978-88-16-40797-8
- La presa della parola e altri scritti politici, trad. R. Capovin, Meltemi Editore, 2007, ISBN 88-8353-466-2, (Cerca su Google Books).
- La pratica del credere, Medusa Edizioni, 2007, ISBN 978-88-7698-127-2.
- La debolezza di credere. Fratture e transiti del cristianesimo, trad. S. Morra, Città Aperta, 2006, ISBN 978-88-8137-242-3.
- La scrittura della storia, trad. A. Jeronimidis, Jaca Book, 2006, ISBN 978-88-16-40738-1.
- Storia e psicoanalisi. Tra scienza e finzione, trad. G. Brivio, Bollati Boringhieri, 2006, ISBN 978-88-339-1642-2.
- La scrittura dell'altro, a cura di S. Borutti, Cortina Raffaello, 2005, ISBN 978-88-7078-932-4.
- La lanterna del diavolo. Cinema e possessione, trad. M.E. Craveri, Medusa Edizioni, 2002, ISBN 978-88-88130-33-0.
- L'invenzione del quotidiano, trad. M. Baccianini, Edizioni Lavoro, 2001, ISBN 978-88-7910-993-2.
- Mai senza l'altro. Viaggio nella differenza, a cura di E. Bianchi, Qiqajon, 1993, ISBN 978-88-85227-42-2.
- Il parlare angelico. Figure per una poetica della lingua (secoli XVI e XVII), a cura di C. Ossola, Olschki, 1988, ISBN 978-88-222-3637-1.
- con Francesco Borioni, Il colera del 1836 ad Ancona, Il Lavoro Editoriale, 1988,
- Fabula mistica. La spiritualità religiosa tra il XVI e il XVII secolo, trad. R. Albertini, Il Mulino, 1987, ISBN 978-88-15-01479-5.
- Politica e mistica, trad. A. Loaldi, Jaca Book, 1975.
- L'operazione storica, Argalia, 1973.

### In lingua francese
- La Culture au pluriel, Union générale d'éditions, 1974.
- L'Écriture de l'histoire, Gallimard, 1975.
- La Fable mystique. vol. 1, XVIe-XVIIe Siecle, Gallimard, 1982.
- La Faiblesse de croire, a cura di Luce Giard, Seuil, 1987.
- L'Invention du quotidien. Vol. 1, Arts de Faire, Union générale d'éditions, 1980.
- con Dominique Julia e Jacques Revel, Une Politique de la Langue: La Révolution Française et les Patois, l'enquête de Grégoire, Gallimard, 1975.
- La Possession de Loudun, Gallimard, 1970.
- Le Mémorial de Pierre Favre, 1960.

### In lingua inglese
- The Capture of Speech and Other Political Writings, trad. Tom Conley, University of Minnesota Press, 1998.
- The Certeau Reader, a cura di Graham Ward, Blackwell Publishers, 1999.
- Culture in the Plural, trad. Tom Conley. University of Minnesota Press. 1998.
- Heterologies: Discourse on the Other, trad. Brain Massumi, University of Minnesota Press, 1986.
- The Mystic Fable: The Sixteenth and Seventeenth Centuries, trad. Michael B. Smith, University of Chicago Press, 1995.
- The Practice of Everyday Life, trad. Steven Rendall, University of California Press, 1984.
- con Luce Giard e Pierre Mayol, The Practice of Everyday Life. Vol. 2, Living and Cooking, trad. Timothy J. Tomasik, University of Minnesota Press, 1998.
- The Possession at Loudun, University of Chicago Press, 2000.
- The Writing of History, trad. Tom Conley, Columbia University Press, 1988.